# Western trylogia
Western trylogia – kompilacja poznańskiego rapera Ramony 23. Została wydana 13 marca, 2009 roku nakładem wytwórni 5 Element. Album zawiera 15 najlepszych utworów z poprzednich produkcji tego rapera oraz dwa nowe utwory.

## Lista utworów
1. "Western
2. "Znów tu jestem"
3. "Nad Polską" (feat. Galon & Kowall)
4. "Znajoma" (feat. Galon)
5. "Dis Vol. I" (feat. EP Projekt)
6. "Bummm" (feat. Galon)
7. "Magiczny styl" (feat. donGURALesko)
8. "Plan" (feat. Kowall)
9. "Dis Vol. II" (feat. Kowall, Galon, Lont, Qlop, Rafi, Shellerini)
10. "CC" (feat. Galon)
11. "Oto przed wami stoi"
12. "RY" (feat. Kowall)
13. "Dziki dziki zachód" (feat. Kowall)
14. "Przywilej" (feat. Galon, Rafi)
15. "Dis Vol. III" (feat. Galon, Rafi, Kowall, WSRH, Lont)
16. "Wybór" (feat. Galon & Kowall)
17. "Zmień to" (feat. Galon & Kowall, Rafi)